# Robert B. Owens
Robert Bowie Owens, detto Bobby (29 ottobre 1870 – 3 novembre 1940), è stato un ingegnere statunitense.
Era il direttore della Maryland Academy of Science. Fu segretario del Franklin Institute dal 1910 al 1924. È ritenuto lo scopritore delle radiazioni alfa e del radon.

## Biografia
Nato il 29 ottobre 1870, Owens si laurea all'Industrial College della Johns Hopkins University e della Columbia University.
Il 19 agosto 1891 fu assunto come professore a contratto in ingegneria elettrica nella nuova scuola di ingegneria elettrica dell'Università del Nebraska . Dopo sette anni di servizio lasciò il dipartimento in condizioni paragonabili ad altre università dell'epoca. Nell'agosto del 1898, Owens prese la posizione di MacDonald Chair of Electrical Engineering presso la McGill University di Montreal .
Durante il suo periodo in Nebraska, nel 1893 Owens fu coinvolto nella costituzione della Società degli ingegneri elettrici dell'Università del Nebraska , il corpo che è noto oggi come IEEE.
Owens prestò servizio come ufficiale nella prima guerra mondiale, insieme al generale John J. Pershing.
Muore il 3 novembre 1940.